# Reunion Tour
Reunion Tour è il quarto album discografico in studio del gruppo musicale rock canadese The Weakerthans, pubblicato nel 2007.

## Tracce
1. Civil Twilight – 3:17
2. Hymn of the Medical Oddity – 3:08
3. Relative Surplus Value – 2:37
4. Tournament of Hearts – 3:34
5. Virtute the Cat Explains Her Departure – 4:08
6. Elegy for Gump Worsley – 2:43
7. Sun in an Empty Room – 4:00
8. Night Windows – 4:35
9. Bigfoot! – 2:23
10. Reunion Tour – 2:07
11. Utilities – 4:34

## Formazione
- John K. Samson - voce, chitarre, tastiere
- Stephen Carroll - chitarra, voce, tastiere, pedal steel
- Greg Smith - basso, voce, tastiere
- Jason Tait - batteria, percussioni, tastiere